# Dromidiopsis lethrinusae
Dromidiopsis lethrinusae is een krabbensoort uit de familie van de Dromiidae. De wetenschappelijke naam van de soort is voor het eerst geldig gepubliceerd in 1976 door Takeda & Kurata.